# Sydafrikas Grand Prix 1984
Sydafrikas Grand Prix 1984 var det andra av 16 lopp ingående i formel 1-VM 1984.

## Resultat
1. Niki Lauda, McLaren-TAG, 9 poäng
2. Alain Prost, McLaren-TAG, 6
3. Derek Warwick, Renault, 4
4. Riccardo Patrese, Alfa Romeo, 3
5. Andrea de Cesaris, Ligier-Renault, 2
6. Ayrton Senna, Toleman-Hart, 1
7. Elio de Angelis, Lotus-Renault
8. Mauro Baldi, Spirit-Hart
9. Marc Surer, Arrows-Ford
10. Francois Hesnault, Ligier-Renault
11. Michele Alboreto, Ferrari (varv 70, tändning)
12. Thierry Boutsen, Arrows-Ford

### Förare som bröt loppet
- Patrick Tambay, Renault (varv 66, bränslebrist)
- Jacques Laffite, Williams-Honda (60, transmission)
- Manfred Winkelhock, ATS-BMW (53 , motor)
- Keke Rosberg, Williams-Honda (51, hjul)
- Nigel Mansell, Lotus-Renault (51, turbo)
- René Arnoux, Ferrari (40, insprutning)
- Nelson Piquet, Brabham-BMW (29, turbo)
- Johnny Cecotto, Toleman-Hart (26, däck)
- Philippe Alliot, RAM-Hart (24, motor)
- Jonathan Palmer, RAM-Hart (22, växellåda)
- Teo Fabi, Brabham-BMW (18, turbo)
- Eddie Cheever, Alfa Romeo (4, kylare)
- (DNS) Piercarlo Ghinzani, Osella-Alfa Romeo (0, olycka)

### Förare som diskvalificerades
- Martin Brundle, Tyrrell-Ford (varv 71)
- Stefan Bellof, Tyrrell-Ford (60)